# Christian Maråker

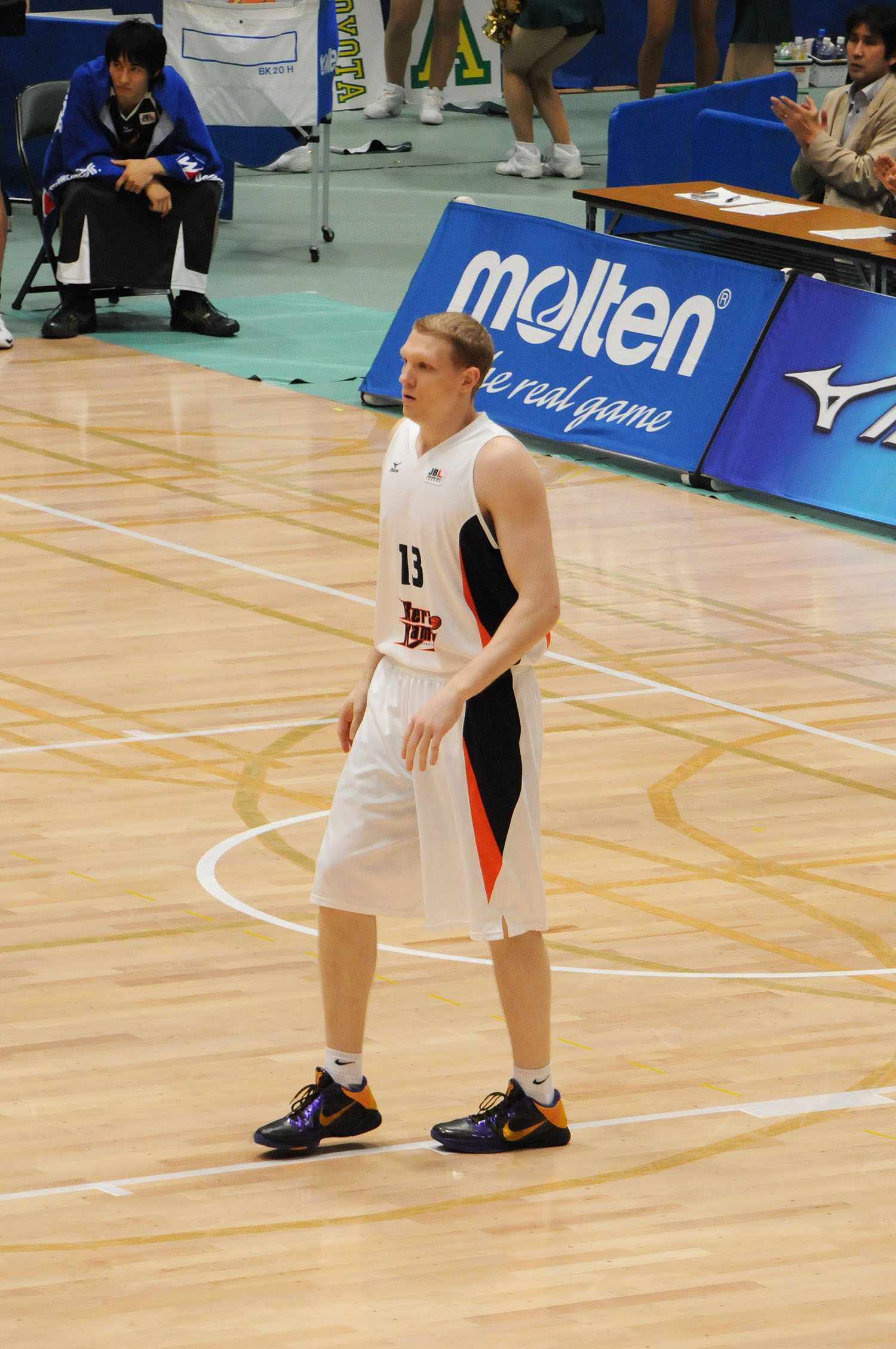
Christian Maråker år 2010.

Christian Erik Maråker, född 24 september 1982 i Varberg, är en 206 cm lång svensk basketspelare och landslagsspelare , som för närvarande spelar i den svenska klubben Borås Basket. Mellan åren 2002 och 2006 spelade han collegebasket för Union Pacific och blev säsongen 2005/2006 utsedd till årets spelare.
I NBA-draften 2006 trodde flera att han skulle väljas av Utah Jazz och därmed bli den förste svensk att spela i NBA, dock valdes han aldrig och flyttade istället för att spela i Slovenien.